# Flensburg 08
Flensburg 08 was een voetbalvereniging uit Flensburg in de Duitse deelstaat Sleeswijk-Holstein.

## Geschiedenis
De club werd in 1908 opgericht als 1. Flensburger FC 08. Op 9 december 1925 fuseerde de club met SV Deutscher Geher Flensburg tot SV Eintracht Flensburg. Op 10 januari 1935 fuseerde deze club dan met VfL Nordmark Flensburg tot Flensburger SpVgg 08. Op 10 april 1948 splitsten enkele oud-leden van Nordmark zich weer van de club af tot VfR Nordmark Flensburg. Uit deze club ontstond op 1 april 1973 TSB Flensburg.
In 1925 stond Eintracht Flensburg aan de poort van de hoogste klasse van de Sleeswijk-Holsteinse competitie, maar verloor de beslissende wedstrijd met 2-4 van Eintracht Kiel. Een jaar later slaagde de club er wel in te promoveren. De club kon hier spelen tot de competitie werd afgeschaft in 1933, maar kon nooit uit de onderste drie plaatsen weg raken. Na de invoering van de Gauliga Nordmark ging de club in de tweede klasse spelen.
In 1937 speelde Flensburg 08 tegen 1. Schleswiger SV 06 voor deelname aan de eindronde voor promotie naar de Gauliga, maar verloor. Ook in 1944 miste de club net de promotie en moest deze aan Eckernförder SV laten, al zou het volgende seizoen nooit voltooid worden.
Na de Tweede Wereldoorlog ging de club vanaf 1947 in de Landesliga (later Amateurliga) spelen, de tweede klasse onder de Oberliga Nord, waar de club een middenmoter werd. Na de invoering van de Bundesliga en Regionalliga was de Amateurliga nog maar de derde klasse. In 1973 werd de club kampioen en nam deel aan de eindronde voor promotie naar de Regionalliga Nord. In de wedstrijd tegen Concordia Hamburg speelde de club voor 8.000 toeschouwers, maar verloor met 2-4. Een jaar later werd de club opnieuw kampioen, dankzij een beter doelsaldo van VfR Neumünster. Door de invoering van de 2. Bundesliga kon de club niet promoveren. Ze namen wel deel aan het Duits amateurkampioenschap, maar verloren daar meteen van Bayer 04 Leverkusen. Als kampioen van de Amateurliga plaatste de club zich voor de Oberliga Nord, die nu als derde klasse fungeerde. In het eerste seizoen eindigde de club vijftiende op achttien clubs, maar doordat er drie Noord-Duitse clubs (HSV Barmbek-Uhlenhorst, TSR Olympia Wilhelmshaven en VfL Wolfsburg) uit de 2. Bundesliga degradeerden moest ook Flensburg een stapje terugzetten en degradeerde naar de Verbandsliga.
In 1977 werd de club vicekampioen achter VfB Lübeck en moest in de eindronde promotie aan VfL Pinneberg laten. Drie jaar later was de club favoriet voor de titel, maar eindigde echter op een degradatieplaats. In 1986 werd de club vicekampioen, maar pas na de titel in 1989 kon de club terugkeren naar de Verbandsliga. De club speelde daar als middenmoter tot 1994. Na de invoering van de Regionalliga als derde klasse in 1994 werd de Oberliga Hamburg-Schleswig-Holstein ingevoerd als nieuwe vierde klasse en Flensburg kwalificeerde zich hiervoor. Na één seizoen degradeerde de club door een slechter doelsaldo dan Itzehoer SV. Tegen het tweede elftal van FC St. Pauli kreeg de club zelfs een 7-0 pak rammel. Nadat de club in 2001 vicekampioen werd achter Husumer SV promoveerde Flensburg terug naar de Oberliga.
Bij de terugkeer werd de club werd de club laatste, maar doordat 1. SC Norderstedt, Eichholzer SV, FC Kilia Kiel en TSV Lägerdorf zich uit de competitie terugtrokken mocht Flensburg toch blijven. De volgende twee jaren eindigde de club in de middenmoot. Er waren gesprekken om te fuseren met stadsrivalen TSB Flensburg en DGF Flensborg, maar dit liep mis. In 2004 werd het aantal reeksen in de Oberliga teruggebracht en de Oberliga Nord werd één reeks waardoor Flensburg naar de Verbandsliga degradeerde. Sinds 2008 heet de competitie de Schleswig-Holstein-Liga.
In maart 2013 waren er verregaande plannen om te fuseren met TSB Flensburg, de nieuwe club zou FSV Flensburg heten, maar in extremis sprong de fusie af. In 2017 eindigde de club samen met rivaal TSB op een vierde plaats. Na dit seizoen fuseerde de club met ETSV Weiche, dat al enkele jaren in de Regionalliga Nord speelde. Op 1 juli hield de club op te bestaan en de leden gingen naar ETSV Weiche dat nu de naam SC Weiche Flensburg 08 aannam. De plaats van de club in de Oberliga bleef wel behouden en het tweede elftal ging daar spelen onder de naam Weiche Flensburg 08 II.

## Eindklasseringen vanaf 1964
| Seizoen | Competitie                          | Niveau | Eindstand | DFB Pokal | Opmerking                                                                        |
| ------- | ----------------------------------- | ------ | --------- | --------- | -------------------------------------------------------------------------------- |
| 1963/64 | 1. Amateurliga Schleswig-Holstein   | III    | 11        | --        |                                                                                  |
| 1964/65 | 1. Amateurliga Schleswig-Holstein   | III    | 13        | --        |                                                                                  |
| 1965/66 | 1. Amateurliga Schleswig-Holstein   | III    | 7         | --        |                                                                                  |
| 1966/67 | 1. Amateurliga Schleswig-Holstein   | III    | 13        | --        |                                                                                  |
| 1967/68 | 1. Amateurliga Schleswig-Holstein   | III    | 10        | --        |                                                                                  |
| 1968/69 | Landesliga Schleswig-Holstein       | III    | 5         | --        |                                                                                  |
| 1969/70 | Landesliga Schleswig-Holstein       | III    | 13        | --        |                                                                                  |
| 1970/71 | Landesliga Schleswig-Holstein       | III    | 12        | --        |                                                                                  |
| 1971/72 | Landesliga Schleswig-Holstein       | III    | 8         | --        |                                                                                  |
| 1972/73 | Landesliga Schleswig-Holstein       | III    | 1         | --        | 3e in promotieserie A met SC Concordia Hamburg, SV Union Salzgitter en VfB Peine |
| 1973/74 | Landesliga Schleswig-Holstein       | III    | 1         | --        | 1e ronde Duits amateurkampioenschap > Bayer 04 Leverkusen: 0-3 / 1-3             |
| 1974/75 | Oberliga Nord                       | III    | 15        | --        | invoering Oberliga Nord                                                          |
| 1975/76 | Landesliga Schleswig-Holstein       | IV     | 5         | --        |                                                                                  |
| 1976/77 | Landesliga Schleswig-Holstein       | IV     | 2         | --        | 2e in promotieserie B met VfL Pinneberg, TSV Helmstedt en SGO Bremen             |
| 1977/78 | Landesliga Schleswig-Holstein       | IV     | 3         | --        |                                                                                  |
| 1978/79 | Verbandsliga Schleswig-Holstein     | IV     | 11        | --        |                                                                                  |
| 1979/80 | Verbandsliga Schleswig-Holstein     | IV     | 16        | --        |                                                                                  |
| 1980/81 | Landesliga Schleswig-Holstein Nord  | V      | 4         | --        |                                                                                  |
| 1981/82 | Landesliga Schleswig-Holstein Nord  | V      | 13        | --        |                                                                                  |
| 1982/83 | Landesliga Schleswig-Holstein Nord  | V      | 9         | --        |                                                                                  |
| 1983/84 | Landesliga Schleswig-Holstein Nord  | V      | 7         | --        |                                                                                  |
| 1984/85 | Landesliga Schleswig-Holstein Nord  | V      | 13        | --        |                                                                                  |
| 1985/86 | Landesliga Schleswig-Holstein Nord  | V      | 2         | --        |                                                                                  |
| 1986/87 | Landesliga Schleswig-Holstein Nord  | V      | 8         | --        |                                                                                  |
| 1987/88 | Landesliga Schleswig-Holstein Nord  | V      | 9         | --        |                                                                                  |
| 1988/89 | Landesliga Schleswig-Holstein Nord  | V      | 1         | --        |                                                                                  |
| 1989/90 | Verbandsliga Schleswig-Holstein     | IV     | 13        | --        |                                                                                  |
| 1990/91 | Verbandsliga Schleswig-Holstein     | IV     | 9         | --        |                                                                                  |
| 1991/92 | Verbandsliga Schleswig-Holstein     | IV     | 11        | --        |                                                                                  |
| 1992/93 | Verbandsliga Schleswig-Holstein     | IV     | 3         | --        |                                                                                  |
| 1993/94 | Verbandsliga Schleswig-Holstein     | IV     | 8         | --        |                                                                                  |
| 1994/95 | Oberliga Hamburg/Schleswig-Holstein | IV     | 14        | --        | herinvoering Regionalliga                                                        |
| 1995/96 | Verbandsliga Schleswig-Holstein     | V      | 10        | --        |                                                                                  |
| 1996/97 | Verbandsliga Schleswig-Holstein     | V      | 12        | --        |                                                                                  |
| 1997/98 | Verbandsliga Schleswig-Holstein     | V      | 4         | --        |                                                                                  |
| 1998/99 | Verbandsliga Schleswig-Holstein     | V      | 3         | --        | promotie play-off > Germania Schnelsen: 0-1 / 0-1                                |
| 1999/00 | Verbandsliga Schleswig-Holstein     | V      | 4         | --        | finalist SHFV-Pokal > VfB Lübeck: 0-5                                            |
| 2000/01 | Verbandsliga Schleswig-Holstein     | V      | 2         | --        |                                                                                  |
| 2001/02 | Oberliga Hamburg/Schleswig-Holstein | IV     | 18        | --        | niet gedegradeerd omdat 4 clubs zich terugtrokken                                |
| 2002/03 | Oberliga Hamburg/Schleswig-Holstein | IV     | 11        | --        | finalist SHFV-Pokal > Holstein Kiel: 0-4                                         |
| 2003/04 | Oberliga Hamburg/Schleswig-Holstein | IV     | 14        | --        |                                                                                  |
| 2004/05 | Verbandsliga Schleswig-Holstein     | V      | 9         | --        |                                                                                  |
| 2005/06 | Verbandsliga Schleswig-Holstein     | V      | 6         | --        |                                                                                  |
| 2006/07 | Verbandsliga Schleswig-Holstein     | V      | 6         | --        |                                                                                  |
| 2007/08 | Verbandsliga Schleswig-Holstein     | V      | 6         | --        |                                                                                  |
| 2008/09 | Schleswig-Holstein Liga             | V      | 10        | --        |                                                                                  |
| 2009/10 | Schleswig-Holstein Liga             | V      | 8         | --        |                                                                                  |
| 2010/11 | Schleswig-Holstein Liga             | V      | 10        | --        |                                                                                  |
| 2011/12 | Schleswig-Holstein Liga             | V      | 8         | --        |                                                                                  |
| 2012/13 | Schleswig-Holstein Liga             | V      | 3         | --        |                                                                                  |
| 2013/14 | Schleswig-Holstein Liga             | V      | 7         | --        |                                                                                  |
| 2014/15 | Schleswig-Holstein Liga             | V      | 9         | --        |                                                                                  |
| 2015/16 | Schleswig-Holstein Liga             | V      | 7         | --        |                                                                                  |
| 2016/17 | Schleswig-Holstein Liga             | V      | 5         | --        | 1-7-2017: Fusie met ETSV Weiche                                                  |